# Niko Kapanen
Niko Klaus Petteri Kapanen (Hattula, 29 aprile 1978) è un hockeista su ghiaccio finlandese.

## Palmarès

### Olimpiadi invernali
- Argento a Torino 2006
- Bronzo a Vancouver 2010

### Campionati mondiali
- Oro a Bratislava 2011
- Argento a Colonia 2001
- Argento a Mosca 2007
- Bronzo a San Pietroburgo 2000
- Bronzo a Quebec City 2008

### World Cup
- Argento a Canada 2004

### Campionati mondiali Juniores
- Oro a Finlandia 1998